# فهرست افسانه‌های آفرینش
یک افسانه ‌آفرینش یا داستان آفرینش، یک افسانه فرهنگی، سنتی یا دینی است که لحظات نخستین پیدایش جهان کنونی را شرح می‌دهند. افسانه‌های آفرینش، معمول‌ترین نوع افسانه‌ها هستند، که در آغاز به صورت سنتهای شفاهی ایجاد شده و سپس در سراسر فرهنگ انسانی یافت می‌شوند. افسانه آفرینش معمولاً برای کسانی که بدان دست می‌آویزند دربرگیرنده حقایقی ژرف است که البته لزوماً به معنی حقایق تاریخی نیست. این افسانه‌ها معمولا، اگرچه نه در همه موارد، افسانه‌های کیهان‌زایی هستند، یعنی نظم دادن جهان از وضعیتی آشوبناک یا بی‌شکل.
سیاهه زیر رده‌بندی افسانه‌های آفرینشی است که در سراسر دنیا یافت می‌شود

## گونه اصلی

### آفرینش از هرج و مرج
- چئونجی‌وانگ بنپولی (یک افسانه ‌آفرینش کره‌ای)
- انوما الیش (افسانه بابلی)
- افسانه کیهان‌زایی یونانی
- جمشید
- کومولیپو (یک افسانه هاوایی)
- افسانه آفرینش ماندی (افسانه‌ای مربوط به ماندی‌ها در جنوب کشور مالی)
- پانگو (چینی)
- ریون در آفرینش
- افسانه آفرینش سرر ( مردمان سِرِر در سنگال، گامبیا و موریتانی)
- افسانه آفرینش سومری
- افسانه آفرینش تونگوزی (مردمان تونگوزی سیبری)
- اونکولونکولو (خدای آفریننده در افسانه‌های مردم زولو )
- وایناموینن (فنلاندی)
- ویراکوچا (اینکاها)

### زمین-غواص
- اسطوره آفرینش آینو (ژاپن)
- افسانه دختر خورشید و پسر ماه (ایران)
- افسانه آفرینش چروکی (چروکی‌ها از بومیان آمریکا)
- وایناموینن (فنلاندی)
- افسانه آفرنش یوروبا (افسانه مردم یوروبایی در نیجریه)

### ظهور
- افسانه آفرینش هوپی
- افسانه‌های آفرینش آمریکای میانه (فرهنگ‌ها و تمدن‌های دوران پیشاکلمبی آمریکای میانه)
- دینی باهانی (افسانه آفرینش ناواهویی)
- افسانه آفرینش زونی (افسانه مردم زونی از بومیان آمریکا)

### آفرینش از هیچ
- مناظره میان گوسفند و دانه (افسانه آفرینش سومری)
- منشور بارتون
- افسانه‌های آفرینش مصر باستان
- روایت آفرینش (مسیحیت و یهودیت)
- افسانه‌شناسی اسلامی
- کابزیا-امپونگو (افسانه مردم بانتو در آفریقای مرکزی)
- افسانه‌های مائوری (نیوزلند)
- امبومو (آفریقای مرکزی)
- ناگی (کنیا)
- شهره و شادمان (ایران)
- پوپول ووه (گواتمالا)
- رنگی و پاپا

### پدر و مادر دنیا
- کواتلیکوئه
- انوما الیش
- افسانه‌های کیهان‌زایی یونان
- افسانه آفرینش هلیوپولیس
- افسانه آفرینش هیرانیاگرابها
- کومولیپو
- رنگی و پاپا
- ولوسپا